# Philipp Gottfried Maler
Philipp Gottfried Maler, eigentlich Gottfried Stein, (* 25. November 1893 in Mayen; † 21. Februar 1969 in Königstein im Taunus) war ein deutscher Schriftsteller, Bildungsreformer und Hobby-Ornithologe, der vor allem als Eifel-Dichter und mit Broschüren zur Aufarbeitung der NS-Zeit bekannt wurde.

## Leben
In seinem autobiografischen Entwicklungsroman Philipp zwischen Gestern und Morgen, einem Schlüsselwerk für die Geschichte der Stadt Mayen im frühen 20. Jahrhundert, verarbeitete Maler seine Kindheit und Jugend zwischen den streng katholischen und strebsamen Eltern, die ein Textil-Geschäft führten, und seiner frühen Liebe zur Literatur. Als der Roman 1935 im Kösel-Verlag erschien, waren die Rezensenten begeistert, darunter auch NS-Journalisten. In der Vierteljahresschrift für Jugendkunde hieß es, es gehe um die Lebensgeschichte „eines Vertreters jener Generation, der in der erstarrenden bürgerlichen Welt der Vorkriegszeit“ aufgewachsen sei. Die Neue Rundschau urteilte, es sei die „erzählerisch ausgeformte Autobiographie eines Mannes, der nicht den geraden Weg zum Beruf, sondern die Umwege der Eigenwilligen“ gegangen sei. Und im NS-Lehrerbund hieß es, Maler habe sich „mit der Frage der inneren Erschütterung des wilhelminischen Deutschland in eigenartiger und fesselnder Weise“ auseinandergesetzt. Das Buch wurde nach seinem Erscheinen also in erster Linie als Verfallsgeschichte der deutschen Gesellschaft vor dem Ersten Weltkrieg gelesen, eine in der Zeit des Nationalsozialismus typische, wenn auch nicht immer treffende Interpretation, zumal Maler dem NS-Regime äußerst ablehnend gegenüber stand.
In der Tat setzte sich der Autor in diesem Fall jedoch kritisch mit dem Wilhelminismus auseinander. Rückblickend kommentierte Maler seine Abiturfeier 1913 am Megina-Gymnasium Mayen: „In der feierlichen Stunde, da uns mit den besten Wünschen das Abiturientenzeugnis überreicht wurde, hing noch Kaiser Wilhelms II. farbenprächtiges Porträt in der Aula: Helm auf, die Hand am Schwert und der Blick aus den Hohenzollernaugen. (…) Der Mann tat mir leid; es musste sehr anstrengend sein, sich vor dem Maler so machtvoll hinzustellen, als fürchte alle Welt sich vor Majestät.“ Weil Maler für den Frontdienst untauglich war, ist er während des Ersten Weltkriegs kurzzeitig im „Küchendienst“ tätig, wird jedoch bald nach Hause entlassen. 1918, dem Jahr, in dem sein Debüt-Roman endet, beginnt für ihn eine „Zeit der Leere“ und der Sinnsuche. Maler studiert Literatur, Philosophie und klassische Sprachen, ist als Hilfsarbeiter und Kaufmann tätig und wird schließlich, wie der Held seines Romans, Lehrer. Er arbeitete im Schuldienst in Frankfurt am Main an der Musterschule, wurde jedoch bereits 1933 entlassen, weil er mit einer Jüdin verheiratet war. Nach dem Zweiten Weltkrieg war er im Hessischen Landesschulbeirat tätig, wo er an der Schulreform mitarbeitete und zahlreiche Arbeitshefte für den politischen Unterricht herausgab. Besonderes Anliegen war ihm dabei die Aufklärung über die verhängnisvolle Kontinuität antisemitischer Vorurteile in der deutschen Geschichte, was er besonders in Aufsätzen für die Zeitschrift Pädagogische Provinz zum Thema machte.
In seinen Büchern Thomas am Zaune und seine Kumpanei (1936) und Melodie auf dem Ast (1942) bewies sich Maler als Vogel- und Vogelstimmen-Kenner.
In Tyrannei. Chronik und Abrechnung, einem Text, den er nach eigener Aussage zwischen April und November 1945 verfasste, beschäftigt sich Maler ausführlich mit den Ursachen des Nationalsozialismus: „Es ist nicht leicht und selten schön, ein Deutscher zu sein; für einen Europäer aber ist es ein hartes Los, in diesem Lande als sein Sohn zu leben.“ Als überzeugter Rheinländer und „Ur-Mayener“ gibt Maler Preußen die „Schuld an der Vergötzung des Staates“ und bezeichnet ihn mit Friedrich Nietzsches Zarathustra als „kältestes aller kalten Ungeheuer“. Er beschließt seine Analyse mit dem Aufruf zu einer „neuen Pädagogik“: „Wenn wir die Trümmer unserer jahrhundertealten Kultur als das Ergebnis des deutschen Selbstverrates, als das Resultat nationalsozialistischer Ideenfeindschaft und einer pöbelhaften Allzu-Diesseitigkeit verstehen lehren, so werden wir die Bereitschaft stärken, den Anschluss an die kulturschaffenden Kräfte unserer Geschichte zu suchen, welche aus dem Geiste christlicher und humanistischer Ideen einst eine deutsche Welt gestaltet hatten.“
In einen Brief an den Norddeutschen Rundfunk aus dem Jahr 1946 nahm Maler für sich in Anspruch, während des Nationalsozialismus einer „nie gegründeten, aber vorhandenen geheimen Loge der Menschenwürde“ angehört zu haben.
1946 verteidigt Maler unter seinem Klarnamen Gottfried Stein in einer Broschüre den Autor Thomas Mann, der sich weigerte, nach Deutschland zurückzukehren. Die „Ehrfurcht vor einer Künstlerexistenz“ gebiete die Toleranz, „eine Entscheidung Thomas Manns ohne Kritik hinzunehmen“. Drei Jahre später freilich spricht sich Stein vehement dagegen aus, Mann den Goethepreis der Stadt Frankfurt am Main zu verleihen. Er sei von dem Nobelpreisträger enttäuscht, so Stein als Mitglied des zuständigen Kuratoriums, „da dieser es nicht fertig gebracht habe, seinen Zorn gegen Deutschland zu vergessen.“ Stattdessen empfahl Stein, den Preis an Wilhelm Lehmann zu vergeben.

## Werke
- Philipp Gottfried Maler: Studentenzeit, in: Frankfurter Zeitung, Nr. 500 (1935)
- Philipp Gottfried Maler: Philipp zwischen gestern und morgen, München 1935
- Philipp Gottfried Maler: Thomas am Zaune und seine Kumpane, Berlin 1936
- Philipp Gottfried Maler: Die sonderbare Vogelstube, Leipzig/Bielefeld 1937
- Philipp Gottfried Maler: Severein Specht, Söhne, 1940
- Philipp Gottfried Maler: Frankenwein, in: Velhagen & Klasings Monatshefte, Jg. 1940, Bd. 55/41
- Philipp Gottfried Maler: Melodie auf dem Ast, Essen 1942
- Gottfried Stein: Tyrannei. Chronik und Abrechnung, Essen 1946
- Gottfried Stein: Gedanken über die Schuld, Essen 1946
- Philipp Gottfried Maler: Thomas Mann und wir. Zwei Briefe zur deutschen Situation, Essen 1946
- Gottfried Stein: Die pädagogische Provinz 5, 1951
- Philipp Gottfried Maler: Reise durch den deutschen Weingarten, 1957